# Deuxième combat de Rochefort-en-Terre
Chouannerie
Batailles
- 1er Vannes
- Fouesnant
- Scrignac
- Lannion
- Pontrieux
- Bourgneuf-la-Forêt
- Plumelec
- Savenay
- Loiré
- Ancenis
- 2e Vannes
- Pluméliau
- Pontivy
- 1er La Roche-Bernard
- 1er Rochefort-en-Terre
- Pacé
- Guérande
- Fleurigné
- Fougères
- Vitré
- Mané-Corohan
- Plabennec
- Saint-Pol-de-Léon
- Kerguidu
- Lamballe
- Saint-Perreux
- 2e Rochefort-en-Terre
- 2e La Roche-Bernard

La combat de Rochefort-en-Terre se déroula en 1793 à la suite d'une révolte paysanne contre la levée en masse lors de la Pré-Chouannerie. Le 26 mars 1793, les Républicains reprennent la ville aux insurgés.

## Prélude
À la fin du mois de mars, l'insurrection en Bretagne est globalement matée, seuls les environs de Rochefort-en-Terre et de La Roche-Bernard sont encore aux mains des insurgés. Cependant les Républicains ont reçu des renforts, le général Canclaux, avec 1 500 hommes, vient de pacifier le Pays de Léon, tandis que le général Beysser avec 800 hommes, 30 cavaliers et 4 canons a dégagé Redon. 
Après avoir vaincu les révoltés dans les environs de Vannes, le général Agathon Pinot du Petit-Bois avec 900 hommes et de l'artillerie part faire sa jonction à Rochefort-en-Terre, avec les forces de Beysser. Cependant la petite ville située entre Vannes et Redon, est toujours aux mains des insurgés.

## Le combat

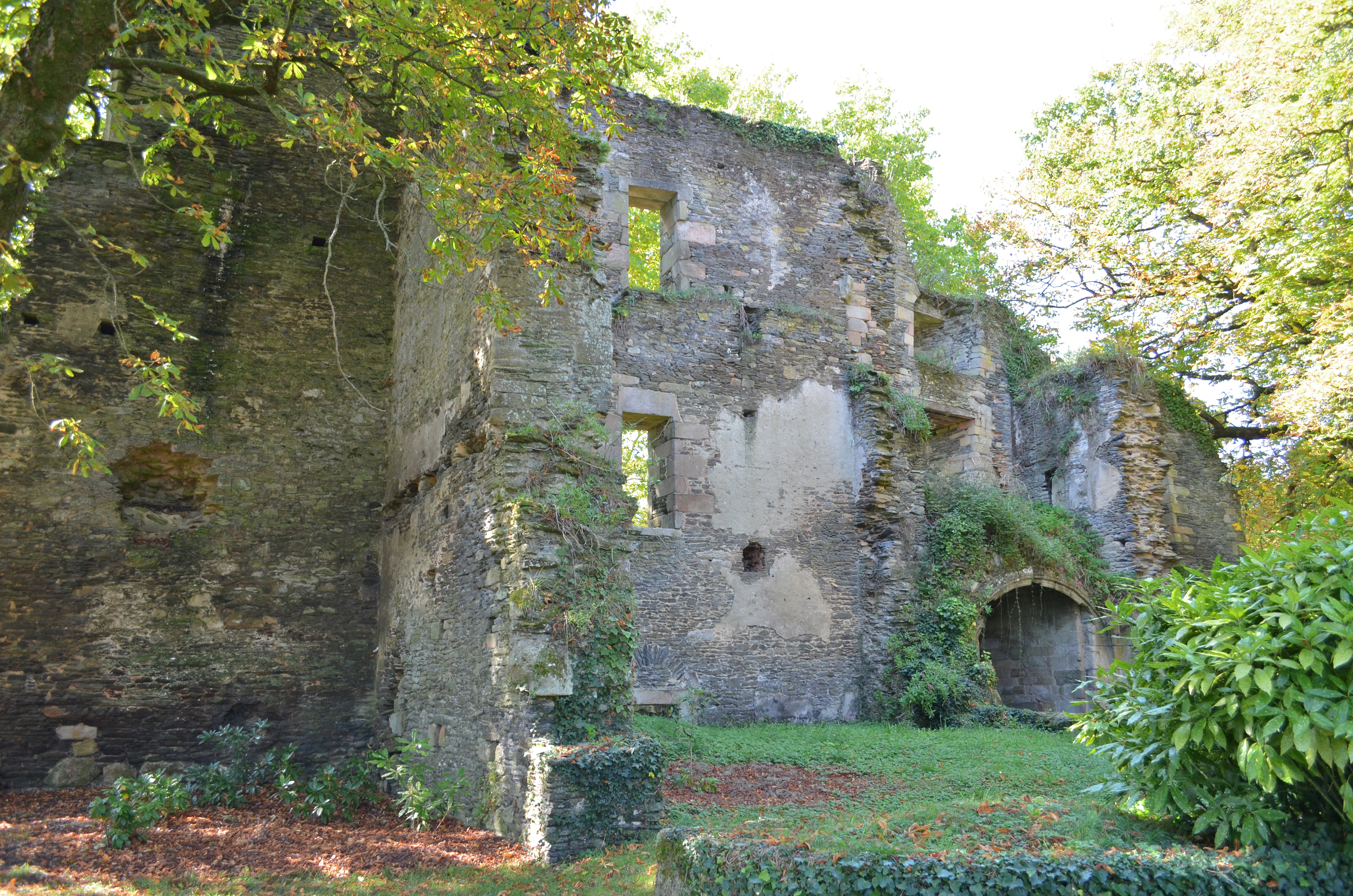
Ruines du château de Rochefort-en-Terre, en partie détruit par les Républicains après la révolte.

Le 26 mars 1793, 900 soldats républicains venus de Vannes, commandés par le général de brigade Agathon Pinot du Petit-Bois, secondé par le lieutenant-colonel Félix marchent sur  Rochefort-en-Terre afin de reprendre la ville aux insurgés. Arrivés sur la place les Républicains, sans attendre les forces de Beysser, déploient leur artillerie sur les hauteurs qui dominent Rochefort, et après plusieurs coups de canons, lancent l'assaut et mettent en déroute les paysans. 150 à 200 insurgés sont tués ou blessés, plusieurs sont capturés et fusillés. Les 40 prisonniers du 109e régiment d'infanterie de ligne et les administrateurs sont délivrés, cependant la ville est livrée au pillage avec l'autorisation du général. Les maisons sont mises à sac et plusieurs habitants sont assassinés, si bien que la population de Rochefort tout entière doit prendre la fuite. Le soir, les Républicains quittent la ville et prennent la route de Questembert, en chemin plusieurs paysans porteurs de morceau de papier ou de toile blanche au chapeau sont arrêtés et fusillés.
Le 26 mars, les directeurs de Vannes écrivent aux administrateurs d'Auray: 

« Bonne nouvelle, Rochefort a été rendu à notre détachement après vingt deux coups de canons. On poursuit les insurgés qu'on tue sans miséricorde. On va ce soir à Questembert et demain à Muzillac. Pas un des nôtres n'a été blessé. Nous avons délivrés nos prisonniers sans aucun mal. Vive la République ! »

En juillet 1793, les Républicains, craignant qu'il ne deviennent un repaire de Chouans, détruisent le château médiéval de Rochefort.